# سلطان كوزن
سلطان كوزن (بالتركية: Sultan Kösen)‏ هو رجل كردي الأصل ولد في 10.ديسمبر 1982 في مدينة ماردين في تركيا, وصنف في أرقام الجينس العالمي القياسية كأطول رجل في العالم,حيث أن طوله يبلغ 251,0 سم.ووزنة 137 كجم
كما أنه صنف أيضاً بصاحب أكبر يدين في العالم حيث أن يده تبلغ من المعصم إلى نهاية الأصابع 27.5 سم، ويلبس حذاء قياسه 70 سم.
ولد سلطان كوزن بالقرب من ماردين. وكان نموه إلى السن العاشرة طبيعي جداً إلى أن اكتشف العلماء وجود ورم المسبب لنموه الغير الطبيعي خلف عينيه وخضع لعدة عمليات لكنها لم تكن ناجحة ووطوله بدأ بالنمو دون توقف إلى أن استطاع الأطباء بإخراج الورم في عملية عام 2008.
سلطان لا يستطيع المشي طبيعياً نسبة لنموه ويحتاج إلى عصا لذلك. سلطان يعيش مع أبويه وأربع إخوة وأخوات في تركيا.

## الروابط
- مقطع فيديو على قناة أن تي في التركية.
- سلطان كوزن على موقع كتاب غينيس للأرقام القياسية.
- صفحة سلطان كوزن على موقع ذو تولست مان (أي أطول رجل).